# Benjamin Luxon
Benjamin Matthew Luxon (* 24. März 1937 in Redruth, Cornwall, Vereinigtes Königreich; † 25. Juli 2024 in Sandisfield, Massachusetts, Vereinigte Staaten) war ein britischer Opernsänger (Bariton).

## Werdegang
Luxon absolvierte zunächst eine Ausbildung als Sportlehrer, bevor er an der Guildhall School of Music and Drama sowie bei Walther Gruner in London Gesang studierte. Er schloss sich 1963 der English Opera Group um Benjamin Britten an und sang bei einer Tournee der Gruppe durch die Sowjetunion den Tarquinius in dessen Oper The Rape of Lucretia sowie den Sid in Albert Herring. 1965 wurde er Preisträger bei einem internationalen Gesangswettbewerb in München. 1971 betraute ihn Britten mit der Titelrolle der Fernsehoper Owen Wingrave.
1972 debütierte er an der Glyndebourne Festival Opera mit der Titelrolle in Claudio Monteverdis Il ritorno d’Ulisse in patria sowie an der Covent Garden Opera in der Uraufführung von Peter Maxwell Davies’ Taverner. 1974 trat er erstmals an der English National Opera in London, 1980 an der Scottish Opera in Glasgow auf. Im Jahr 1984 gastierte er an der Oper Frankfurt und 1986 hatte er am Teatro alla Scala in Mailand sein Debüt mit der Titelrolle in Tschaikowskis Eugen Onegin. Diese Partie sang er auch 1980 bei seinem Debüt an der Metropolitan Opera New York und 1987 am Grand Théâtre de Genève. 1988 sang er in Los Angeles die Titelrolle in Alban Bergs Wozzeck, 1992 den Falstaff an der Englisch National Opera.
Bekannt wurde Luxon auch als Konzert-, Oratorien- und Liedsänger, wobei sein Repertoire von der Standardliteratur bis zur Folkmusik reichte. Schallplattenaufnahmen mit ihm erschienen u. a. bei den Labels Philips, Decca Records, DGG, RCA Records und HMV. 1986 wurde er als Commander des Order of the British Empire ausgezeichnet.